# لفوت بالا
لفوت بالا، روستایی است از توابع شهرستان و بخش آستانه اشرفیه در استان گیلان ایران.

## جمعیت
این روستا در دهستان گورکا قرار دارد و براساس سرشماری مرکز آمار ایران در سال ۱۳۸۵، جمعیت آن ۳۵۷ نفر (۱۰۸خانوار) بوده‌است.